# San Martín, Cesar
San Martín là một khu tự quản thuộc tỉnh Cesar, Colombia. Thủ phủ của khu tự quản San Martín đóng tại San Martín Khu tự quản San Martín có diện tích 789 ki lô mét vuông. Đến thời điểm ngày 28 tháng 5 năm 2005, khu tự quản San Martín có dân số 14392 người.